# Adab
Adab ali Udab (sumersko  Adabki, črkovano UD.NUNKI je bil starodavno sumersko mesto med Telohom in Nipurjem. Njegovi ostanki so v sodobni Bismayi v iraškem governoratu Wasit. 

## Zgodovina arheoloških raziskav
Začetne raziskave najdišča Bismaya sta vsak po en dan opravila  William Hayes Ward leta 1885  in John Punnett Peters z Univerze v Pensilvaniji leta 1890. Odkrila sta klinopisno tablico in nekaj fragmentov. Walter Andrae je Bismayo obiskal leta 1902. Odkril je odlomek tablice in narisal skico najdišča.
Prva izkopavanja, ki so trajala od decembra 1903 do junija 1904, je v imenu Univerze v Chicagu vodil Edgar James Banks. Dokazal je, da je najdišče starodavno mesto Adab (Ud.Nun), ki je bilo dotlej znano samo iz Seznama sumerskih kraljev in kratke omembe v uvodu v Hamurabijev zakonik. Mesto je bilo zgrajeno na otoku in s kanalom razdeljeno na dva dela. Imelo je svetišče z ziguratom ali stopničastim stolpom. Mesto je bilo očitno nekoč dokaj pomembno, vendar že zelo zgodaj opuščeno. Trditev dokazujejo napisi na opekah ruševin malo pod vrhom gomil, ki so pripadale Šulgiju in Ur-Namuju, kraljema iz Tretje urske dinastije iz poznega 3. tisočletja pr. n. št.. Neposredno pod njimi so, tako kot v Nipurju, ostanki iz vladavine Naram-Sina in Sargona Akadskega, ki sta vladala okoli leta 2300   pr. n. št.. Pod njimi je bilo še 10,5 m debel sloj okamenelih ostankov, ki predstavljajo sedem osmin celotne debeline ruševin. Banks je razen ostankov zgradb, obzidja in grobov odkril tudi veliko popisanih glinastih tablic iz zelo zgodnjega obdobja, bronaste in kamnite tablice, bronaste vstavke in podobne predmete.
543 tablic je končalo v Orientalskem inštitutu v Chicagu, približno 1100, večinoma kupljenih in ne izkopanih tablic, pa v Arheološkem muzeju v Istanbulu. Vsebina slednjih še vedno ni neobjavljena. Med najpomembnejši odkritji spadata nepoškodovan kip iz belega marmorja, verjetno najstarejši, odkrit v Mezopotamiji, ki je zdaj v Arheološkem muzeju v Istanbulu. Na njem je napis, ki ga je Banks prevedel kot »E-mah, kralj Da-udu, kralj Ud-Nuna«.  Drugo odkritje je tempeljsko smetišče, na katerem so našli veliko fragmentov vaz iz marmorja, alabastra, oniksa, porfirja in granita. Na nekaterih fragmentih so napisi, na nekaterih drugih pa gravure in vstavki iz slonovine in dragih kamnov.  Vse tablice iz Adaba, ki so končale na Univerzi v Chicagu, so bile preučene in objavljene. Kupljene tablice so bile delno odprodane različnim kupcem in so objavljene samo delno.
Četudi so bile Banksove najdbe v Bismayi po takratnih standardih dobro dokumentirane in deloma fotografirane, zaradi osebnih sporov končno poročilo nikoli ni bilo objavljeno. Orientalski inštitut je nedavno ponovno preučil zapise in predmete, ki jih je na inštitut prinesel Banks, in napisal poročilo.
Obstaja tudi ljudska pripoved  Trije volarji iz Adaba.

## Ostanki mesta
Mesto je ležalo bliže Tigrisa kot Evfrata in približno dan potovanja jugovzhodno od Nipurja. Od njega je ostala samo gruča gomil , dolga približno 1,5 km in široka 3 km. Grebeni gomil niso nikjer višji od 12 m.

## Zgodovina naselitve
Adab je bil naseljen najmanj od zgodnjega dinastičnega obdobja. Iz sumerske pesnitve Inanin spust v podzemlje je razvidno, da je imel med vladavino Dumuzida Uruškega Inanino svetišče E-šar. V pesnitvi Dumuzidove sanje iz iste zbirke je Dumuzida Uruškega iz njegovega razkošja pregnala lačna množica ljudi iz velikih sumerskih mest, vključno z Adabom. Mnogo kasnejši prepisi seznama omenjajo, da je Dumuzid ustvaril veliko, a kratko živeče cesarstvo, ki se je raztezalo od Elama do Libanona in amoritskih ozemelj ob Jordanu. Adab je omenjen tudi na nekaterih tablicah iz Eble. Tablice so približno iz obdobja, ko je bila Ebla Adabova trgovinska partnerica v severni Siriji in malo pred tem, ko so jo uničile neznane sile.
Na marmornem kipu, ki so ga našli v Tell Bismayi, je napis z imenom adabskega kralja, ki se prevaja kot Lugal-daudu, Da-udu, Lugaldalu in Esar. Žigi na opekah, ki jih je med izkopavanji odkril Banks, kažejo, da je Inanino svetišče v Adabu zgradil akadski vladar  Naram-Sin. Ostankov svetišča še niso odkrili.
Znanih je tudi več adabskih guvernerjev iz obdobja Tretje urske dinastije. Ker na najdišču niso odkrili nobenih drugih arheoloških dokazov, so izkopavanja kmalu ustavili. Adab je bil kasneje omenjen v različnih zapisih, tudi v Hamurabijevem zakoniku.